# IS internal section
『iS internal section』（イズ ～インターナル・セクション～）は1999年1月28日にスクウェア（現スクウェア・エニックス）から発売された3Dシューティングゲーム。制作はポジトロン。キャッチコピーは「世紀末万華鏡」。予約者には特典として非実用的なデザインの「世紀末カレンダー」が配布された。

## ゲームシステム
本作はチューブ状のステージを進んでいくタイプのゲームである。移動は左右のみで、プレイヤーが行う操作はこのほかに弾の発射と切り替え、そして緊急回避用のイレイザーのみとなっている。プレイヤーはこの12種類の武器を切り替えながら、前後から現れる敵を倒していく。
1つのステージは4つのPhaseからなり、敵や敵の弾に当たってミスした場合はそのミスしたPhaseの先頭から再開となる。また、ミスすると各面クリア時に得られるスコアがミス1回ごとに半分になってしまうというペナルティがあるため、高得点を目指すためにはミスをしないでプレイする事が重要になっている。
4つのPhaseをクリアした先にはTerminalがあり、円形のフィールドの中央にボスがいる。ボス戦では左右移動の他に前後移動を行う事ができ、これにより敵との間合いを調節する事で攻撃を回避しやすくなる。

### 十二支を模した攻撃
プレイヤーは12種類の攻撃を随時切り替えて使用する事ができる。それぞれの攻撃には十二支の各動物の名前が付けられている。ゲーム開始前のオプション設定で、これらの内の一部を使用しない設定にする事も可能。また、各攻撃にはそれぞれ異なる得点の倍率が設定されている。倍率の低い攻撃は使い勝手がよく、倍率の高い攻撃は扱いが難しい。
Rat（子）
得点倍率は100。若干左右に広がって連射されるバルカン砲タイプ。威力はやや低い。
Ox（丑）
得点倍率は100。敵を攻撃するだけでなく、敵の弾を消す事もできる円盤型貫通弾。弾速が遅い。
Tiger（寅）
得点倍率は30。電撃を発する球体を発射する。周囲に敵がいる場合、その方向に枝を伸ばして巻き込む。高威力。
Rabbit（卯）
得点倍率は125。チューブ壁面を蹴って飛び跳ねるような動きをする。チューブ中空に居座るタイプの敵に有効。
Dragon（辰）
得点倍率は24。敵の弾を消す事ができる火炎放射。切れ目なく発射できるが間合いは短い。
Snake（巳）
得点倍率は50。敵を追跡する単発レーザー。敵一体を倒すと次の一体へ向かう。追尾が素早く、威力が高い。一度に撃てるのは一発のみで、当たる毎に短くなっていく。
Horse（午）
得点倍率は50。前方にやや大きめの光の柱を3本上げる。高威力だが光の柱の間にいる敵には当たらない。
Sheep（未）
得点倍率は100。前方に小さな弾を連射する。Ratよりも弾の広がりが小さく、攻撃が真正面に集中する。
Monkey（申）
得点倍率は25。汎用的な3方向ショット。威力、弾速、連射性とも標準的。
Bird（酉）
得点倍率は30。連発式の楔型誘導弾。自機の周囲で待機し、敵を見つけると飛んでいく。チューブ中空の敵にも当たる。
Dog（戌）
得点倍率は100。連発式の誘導弾。チューブ壁面を進み、敵を発見すると方向転換する。追尾性能はやや低い。
Boar（亥）
得点倍率は100。自機の位置に配置され、しばらくしたのち直進レーザーに変化する。隙が大きい。

### ステージ
各ステージは、敵も背景も、全て抽象的に描かれている。ただし、あるポイントを射つと現れる隠しキャラクター「SABA」のみリアルな鯖のアイコンで登場する。
stage1
緑色の空間。電脳世界のイメージらしく、基板のようなデザイン、「PREP」「OK」という文字の書かれたゲートなどがある。
ボスは防壁で弱点を守っている正八面体。
stage2
鮮やかな青色の空間。海辺のリゾート地をイメージしたものらしく、背景には雲のような白線や島のような物体が流れる。
ボスは小さな立方体の群れ。全体として波打ちながら、弾をばら撒く。
stage3
紫色の空間。化学の世界をイメージしたものらしく、六角形をした結晶のようなものが背景に多数浮遊している。
ボスは三角形の面を基調とした多面体。
stage4
明るい灰色の空間。活字の世界というイメージからか、背景に言語や記号が見て取れる。
ボスは新聞紙。弾として活字のチップを撒き散らす。このチップにOx（丑）などの弾消し攻撃を当てると、その文字が画面下に記録されていく仕掛けもある。
stage5
落ち着いた青色の空間。深海のイメージによりクラゲや岩のような物体が見える。
ボスはうねうねと形状を変える青い球体。弾を吐きあげ、自機の周辺に降らせる。
stage6
暗い灰色の空間。パズルゲームを具現化したようなステージで、敵の出現数がかなり少ない。
色あわせパズル・並べ替えパズルが飛来する場面がある。
ボスは灰色の立方体。攻撃を受けると徐々に表面が削られていく。
stage7
黒色の空間。宇宙港のイメージとして、タイルや信号のようなオブジェクトが背景に流れる。
ボスは戦闘機に乗ったクマ。クマ自体にしか攻撃は効かない。倒されると戦闘機から降りて走り去る。
stage8
赤色の空間。音響空間をイメージするかのようにBGMにあわせて動くグラフが登場する。
ボスはブースのようなものの中にいる人影で、波紋などの攻撃を行う。

## ゲームモード
ranking
normalとenhancedのベストスコア、ワーストスコアを閲覧できる。全ステージをクリアした際のデータについては、攻撃の使用割合、stage4ボスで得た文字、SABA発見数などの詳細な情報も閲覧できる。
normal
通常のプレイモード。全8ステージを1ステージから順にプレイしていく。ベストスコアに記録される条件は「高得点の獲得」。
また「ノーコンティニューかつ低得点で全ステージをクリア」することで記録されるワーストスコアも存在する。これを満たすには「敵は倒さずに避け、ときには自機を自滅させてクリアボーナスを減らす」といった自虐的なプレイを行うことになる。
enhanced
難易度の上がったモード。全8ステージ。ベストスコアに記録される条件は「高得点の獲得」。ワーストスコアに記録される条件は「低得点で全ステージをクリア（コンティニュー可）」。
ambient
任意のステージを選んでプレイし続けるモード。BGMを音楽CDにすることも可能。詳細は後述。
fullauto
一定の条件で出現する隠しモードで、任意のステージと曲を選ぶだけでそのステージを自動的にプレイし続ける。自機は無敵になっているため、ポーズメニューで終了するまでエンドレスである。

### ambientモード
本作では1つのステージを延々プレイし続ける事もできる。それがこのambientモードで、3つに分かれる。
- ambient1 - 敵の出現パターンはnormalと同じ。
- ambient2 - 難易度を下げたモード。ボスは出現しない。
- ambient3 - 敵の出現パターンはenhancedと同じであるが、自機が無敵になっている。ボスは出現しない。

この3モード（と先述のfullauto）とも、ゲーム内に収録されている16曲のハードテクノの他に、任意の音楽CDからBGMを再生する事が可能になっている。
またこれらのモードに限り、プレイ中もポーズメニューからCDの入れ替えを行いBGMを変更する事が可能となっている。

### 体験版
チョコボの不思議なダンジョン2に同梱された「不思議なデータディスク2」にゲームの一部ステージを収録した体験版が収録されている。

### 関連CD
IS INTERNAL SECTION ORIGINAL SOUNDTRACK (レーベル：デジキューブ 規格品番：SSCX-10027)